# Fantasporto
Fantasporto és un festival internacional de cinema fantàstic. Se celebra a Porto, és el festival de cinema més important de Portugal i un dels més importants del món en el seu gènere.
Nascut el 1981 com a Mostra de Cinema Fantástico, (Mostra de Cinema Fantàstic), el 1993 va adoptar el seu nom actual. El seu objectiu és la divulgació d'un bon i variat cinema fantàstic de totes les tendències i geografies.

## Gran Premi Fantasporto
El Grande Prémio Fantasporto és el major premis entregat al Festival Fantasporto i és presentat pel director com la millor pel·lícula del festival a la seva competició oficial.
| Any  | Títol                              | Director                     | País             |
| ---- | ---------------------------------- | ---------------------------- | ---------------- |
| 1982 | The Redeemer                       | Kristo Papic                 | Yugoslavia       |
| 1983 | Scanners                           | David Cronenberg             | Canadà           |
| 1984 | Le Dernier combat                  | Luc Besson                   | França           |
| 1985 | En companyia de llops              | Neil Jordan                  | Regne Unit       |
| 1986 | Fuego eterno                       | Jose Angel Rebolledo         | Espanya          |
| 1987 | Defense of the Realm               | David Drury                  | Regne Unit       |
| 1988 | A Chinese Ghost Story              | Ching Siu-tung               | Hong Kong        |
| 1989 | Monkey Shines                      | George Romero                | Estats Units     |
| 1990 | Black Rainbow                      | Mike Hodges                  | Regne Unit       |
| 1991 | Henry: Portrait of a Serial Killer | John McNaughton              | Estats Units     |
| 1992 | Toto le héros                      | Jaco van Dormael             | Bèlgica          |
| 1993 | Braindead                          | Peter Jackson                | Nova Zelanda     |
| 1994 | Cronos                             | Guillermo del Toro           | Mèxic            |
| 1995 | Shallow Grave                      | Danny Boyle                  | Regne Unit       |
| 1996 | Seven                              | David Fincher                | Estats Units     |
| 1997 | Bound                              | Germans Wachowski            | Estats Units     |
| 1998 | Retroactive                        | Louis Morneau                | Estats Units     |
| 1999 | Cube                               | Vincenzo Natali              | Canadà           |
| 2000 | Siam Sunset                        | John Polson                  | Austràlia        |
| 2001 | Amores perros                      | Alejandro González Iñárritu  | Mèxic            |
| 2002 | Faust 5.0                          | La Fura dels Baus            | Espanya          |
| 2003 | Intacto                            | Juan Carlos Fresnadillo      | Espanya          |
| 2004 | A Tale of Two Sisters              | Ji-woon Kim                  | Corea del Sud    |
| 2005 | Nothing                            | Vincenzo Natali              | Canadà           |
| 2006 | Frostbite                          | Anders Banke                 | Suècia           |
| 2007 | El laberinto del fauno             | Guillermo del Toro           | Mèxic            |
| 2008 | REC                                | Jaume Balagueró i Paco Plaza | Espanya          |
| 2009 | Idiots and Angels                  | Bill Plympton                | Estats Units     |
| 2010 | Heartless                          | Philip Ridley                | Regne Unit       |
| 2011 | Zwart Water                        | Elbert Van Strien            | Països Baixos    |
| 2012 | Hell                               | Tim Fehlbaum                 | Alemanya         |
| 2013 | Mama                               | Andy Muschietti              | Espanya / Canadà |
| 2014 | Miss Zombie                        | Hiroyuki Tanaka              | Japó             |
| 2015 | Liza, a rókatündér                 | Károly Ujj Mészáros          | Hongria          |